# Сытники (Сумская область)
Сытники (укр. Ситники) — село,
Гарбузовский сельский совет,
Лебединский район,
Сумская область,
Украина.
Код КОАТУУ — 5922982705. Население по переписи 2001 года составляло 42 человека .

## Географическое положение
Село Сытники находится на правом берегу реки Ревки,
выше по течению на расстоянии в 0,5 км расположено село Савенки,
ниже по течению на расстоянии в 2 км расположено село Щетины.
К селу примыкает большой лесной массив (дуб).

## Происхождение названия
На территории Украины 3 населённых пункта с названием Сытники.